# John Hope Franklin

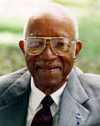
John H. Franklin

John Hope Franklin (* 2. Januar 1915 in Rentiesville, Oklahoma; † 25. März 2009 in Durham, North Carolina) war ein US-amerikanischer Historiker und Präsident der American Historical Association und Professor der Geschichte an der Duke University. Bekannt wurde er für seine 1947 veröffentlichte Arbeit From Slavery to Freedom. 1995 wurde ihm der Presidential Medal of Freedom verliehen, die höchste zivile Auszeichnung, die die Vereinigten Staaten zu vergeben haben. Franklin war verheiratet mit Aurelia Whittington.

## Leben
Franklin wurde in Rentiesville, Oklahoma geboren und wurde nach John Hope (1868–1936) benannt. Er absolvierte 1935 die Fisk University und verdiente sich 1941 die Doktorwürde in Geschichte an der Harvard University.
Anfang der 1950er Jahre diente Franklin bei dem von Thurgood Marshall geführten NAACP Legal Defense Team. Es half, die Klage zu erarbeiten, die 1954 zur Entscheidung des United States Supreme Court führte, die die gesetzliche Rassentrennung von schwarzen und weißen Kindern an öffentlichen Schulen beendete.
Zwischen 1947 und 1956 unterrichtete er an der Howard University und von 1956 bis 1964 führte er am Brooklyn College bei der Fakultät für Geschichte den Vorsitz. Von 1964 bis 1982 diente er in der Geschichtsabteilung an der University of Chicago, von 1967 bis 1970 als Vorsitzender und von 1969 bis 1982 als John Matthews Manly Distinguished Service Professor. 1983 wurde Franklin zum James B. Duke Professor of History an der Duke University ernannt und 1985 wurde er Professor im Ruhestand. Franklin war außerdem von 1985 bis 1992 Professor für Rechtsgeschichte an der Duke University Law School.
Er wurde von 1962 bis 1969 in den Fulbright-Ausschuss von Auslandsstudien gewählt und war von 1966 bis 1969 dessen Vorsitzender. 1980 nahm er an der UNESCO-Generalkonferenz in Belgrad als Mitglied der US-amerikanischen Delegation teil.

## Preise und Auszeichnungen
1964 wurde Franklin in die American Academy of Arts and Sciences gewählt. Seit 1973 war er Mitglied der American Philosophical Society.
2002 listete Asante ihn in seiner Liste der „100 Greatest African Americans“. 2006 wurde Franklin der Ehrengrad des Doctor of Humane Letters an der 171st Commencement Exercises des Lafayette College zuerkannt. Im selben Jahr wurde Franklin der dritte Empfänger des John W. Kluge-Preis für die Vollendung seines Lebenswerks, in der Studie der Menschheit. Er teilte den Preis mit Yu Ying-shih. Ebenfalls 2006 verlieh die American Philosophical Society ihm ihre Benjamin Franklin Medal for Distinguished Public Service.

## Allgemeine Leistungen
Franklin war Präsident der American Historical Association (1979), der American Studies Association (1967), der Southern Historical Association (1970), der United Chapters of Phi Beta Kappa (1973–76) und der Organization of American. Er war Mitglied des Kuratorium an der Fisk University, der Chicago Public Library und des Chicago Symphony Orchestra Association.
Franklin war Mitglied von Alpha Phi Alpha, die erste griechisch-stellige gegründete Studentenvereinigung für Afroamerikaner. Er war ein früher Nutznießer des Foundation Publishers der Studentenvereinigung, die finanzielle Unterstützung und Mitgliedschaft für Schriftsteller zur Verfügung stellt.

## Bücher (Auswahl)
- The Free Negro in North Carolina, 1790-1860, Chapel Hill: University of North Carolina Press, 1943, 1995.
- The diary of James T. Ayers, Civil War recruiter ed., with introd., by John Franklin. Springfield; State of Illinois, 1947.
- From Slavery to Freedom. A History of African Americans, 1st ed. New York: A.A. Knopf, 1947. Last update with Alfred Moss, 8th ed. McGraw-Hill Education, 2001, ISBN 0-07-112058-0, dt. Von der Sklaverei zur Freiheit. Die Geschichte der Schwarzen in den USA, Berlin: Ullstein, 1999 – Von diesem Buch wurden mehr als 3 Millionen Exemplare verkauft. Es hat das Bild von der afroamerikanischen Geschichte nachhaltig mitgeprägt.
- The militant South, 1800-1861. Cambridge: Belknap Press of Harvard University Press, 1956; 1st Illinois pbk. Urbana: University of Illinois Press, 2002.
- Reconstruction: after the Civil War. Chicago: University of Chicago Press, 1961.
- The Emancipation proclamation. 1st ed. Garden City, N.Y.: Doubleday, 1963; 2nd ed. Washington, D.C.: National Archives and Records Administration, 1993.
- Land of the free; a history of the United States, by John W. Caughey, John Hope Franklin and Ernest R. May. Educational advisers: Richard M. Clowes and Alfred T. Clark, Jr. Rev. New York: Benziger Bros., 1966.
- The Negro in Twentieth Century America: A Reader on the Struggle for Civil Rights, by John Hope Franklin & Isidore Starr. New York: Vintage Books, 1967.
- Color and race. Boston: Houghton Mifflin, 1968.
- The Historian and Public Policy, by John Hope Franklin. Chicago: University of Chicago, Center for Policy Study, c1974.
- Racial Equality in America, by John Hope Franklin. Chicago: University of Chicago Press, c1976.
- A Southern Odyssey: Travelers in the Antebellum North. by John Hope Franklin. Baton Rouge: Louisiana State University Press, c1976.
- Black Leaders of the Twentieth Century, edited by John Hope Franklin and August Meier. Urbana: University of Illinois Press, c1982.
- George Washington Williams: a Biography, Chicago: University of Chicago Press, 1985; Reprint, Durham, N.C.: Duke University Press, 1998.
- Race and History: Selected Essays 1938-1988, Baton Rouge: Louisiana State University Press, c1989.
- The Facts of Reconstruction: Essays in Honor of John Hope Franklin, edited by Eric Anderson & Alfred A. Moss, Jr. Baton Rouge: Louisiana State University Press, c1991.
- The Color Line: Legacy for the Twenty-first Century, John Hope Franklin. Columbia: University of Missouri Press, c1993.
- Racial Equality in America, by John Hope Franklin. Columbia: University of Missouri Press, 1993.
- My Life and an Era: the Autobiography of Buck Colbert Franklin edited by John Hope Franklin and John Whittington Franklin. Baton Rouge: Louisiana State University Press, c1997, 2000.
- Runaway Slaves: Rebels on the Plantation, John Hope Franklin, Loren Schweninger. New York: Oxford University Press, 1999.
- Mirror to America. The Autobiography of John Hope Franklin. Farrar, Straus & Giroux, 2005, ISBN 0-374-29944-7

## Referenz
Paul Finkelman, „John Hope Franklin,“ in Robert Allen Rutland, ed. „Clio’s Favorites: Leading Historians of the United States, 1945-2000“ U of Missouri Press. (2000) S. 49–67